# Vilafranca del Penedès (Gerichtsbezirk)
Der Gerichtsbezirk Vilafranca del Penedès ist einer der 25 Gerichtsbezirke in der Provinz Barcelona.
Der Bezirk umfasst 26 Gemeinden auf einer Fläche von 545,87 km² mit dem Hauptquartier in Vilafranca del Penedès.

## Gemeinden
| Gemeinde                              | Einwohner (2024) | Fläche km² | Dichte Einw./km² | Cod INE | Postleitzahl |
| ------------------------------------- | ---------------- | ---------- | ---------------- | ------- | ------------ |
| Avinyonet del Penedès                 | 1.744            | 29,35      | 59               | 08013   | 08793        |
| Les Cabanyes                          | 1.012            | 1,19       | 850              | 08027   | 08794        |
| Castellví de la Marca                 | 1.716            | 28,70      | 60               | 08065   | 08732        |
| Font-rubí                             | 1.446            | 37,03      | 39               | 08085   | 08736        |
| Gelida                                | 8.098            | 26,68      | 304              | 08091   | 08790        |
| La Granada                            | 2.263            | 6,42       | 352              | 08094   | 08792        |
| Mediona                               | 2.637            | 47,98      | 55               | 08122   | 08773        |
| Olèrdola                              | 3.946            | 30,08      | 131              | 08145   | 08734        |
| Olesa de Bonesvalls                   | 2.093            | 30,78      | 68               | 08146   | 08795        |
| Pacs del Penedès                      | 935              | 6,09       | 154              | 08154   | 08796        |
| El Pla del Penedès                    | 1.352            | 9,49       | 142              | 08164   | 08733        |
| Pontons                               | 518              | 25,38      | 20               | 08168   | 08738        |
| Puigdàlber                            | 629              | 0,41       | 1.534            | 08174   | 08797        |
| Sant Cugat Sesgarrigues               | 1.031            | 6,30       | 164              | 08206   | 08798        |
| Sant Llorenç d’Hortons                | 2.617            | 19,71      | 133              | 08222   | 08791        |
| Sant Martí Sarroca                    | 3.391            | 35,31      | 96               | 08227   | 08731        |
| Sant Pere de Riudebitlles             | 2.497            | 5,33       | 468              | 08232   | 08776        |
| Sant Quintí de Mediona                | 2.504            | 13,81      | 181              | 08236   | 08777        |
| Sant Sadurní d’Anoia                  | 12.915           | 18,95      | 682              | 08240   | 08770        |
| Santa Fe del Penedès                  | 360              | 3,37       | 107              | 08249   | 08792        |
| Santa Margarida i els Monjos          | 7.736            | 17,48      | 443              | 08251   | 08730        |
| Subirats                              | 3.281            | 55,91      | 59               | 08273   | 08739        |
| Torrelavit                            | 1.509            | 23,69      | 64               | 08287   | 08775        |
| Torrelles de Foix                     | 2.657            | 37,19      | 71               | 08288   | 08737        |
| Vilafranca del Penedès                | 41.504           | 19,91      | 2.085            | 08305   | 08720        |
| Vilobí del Penedès                    | 1.150            | 9,33       | 123              | 08304   | 08735        |
| Gerichtsbezirk Vilafranca del Penedès | 111.541          | 545,87     | 204              | –       | –            |